# Las Lomas, Coyutla
Las Lomas är en ort i Mexiko.   Den ligger i kommunen Coyutla och delstaten Veracruz, i den sydöstra delen av landet, 180 km nordost om huvudstaden Mexico City. Las Lomas ligger 145 meter över havet och antalet invånare är 1 811.
Terrängen runt Las Lomas är platt åt nordost, men åt sydväst är den kuperad. Runt Las Lomas är det ganska tätbefolkat, med 149 invånare per kvadratkilometer. Närmaste större samhälle är Coyutla, 4,7 km väster om Las Lomas. Omgivningarna runt Las Lomas är en mosaik av jordbruksmark och naturlig växtlighet.